# Peseta
A peseta (código ISO 4217: ESP, abreviações: Pta., Pts., ou Ptas., símbolo: ₧ (pouco usado) foi a moeda corrente da Espanha entre 1869 e 2002. Junto ao Franco Francês foi a moeda utilizada em Andorra. Se subdividia em 100 céntimos ou, informalmente, 4 reales.

## Etimologia
Acredita-se que seu nome foi derivado da palavra na Língua catalã "peceta", que significa "peça pequena". Também é tido como correto associar o nome ao diminutivo de "peso", que era uma unidade monetária que já fora usada, em que seu nome deriva da unidade de peso, tal qual aconteceu com o outras unidades, como a Libra. 
Peseta também é um termo usado em Porto Rico para se referenciar a moeda de 25 Cents do Dólar americano, que nos Estados Unidos é chamada de "quarter".

## História
A peseta foi introduzida em 1869 após a Espanha aderir à União Monetária Latina em 1868, juntando-se a França, Bélgica, Itália e Suíça, países que continuavam a emitir moedas com lastro em ouro e prata.
A peseta substituiu o Escudo Espanhol na proporção de 2½ pesetas = 1 escudo. A peseta era igual a 4,5 gramas de prata ou 0,290322 gramas de ouro, o padrão para todas as unidades da União Monetária Latina. A partir de 1873, apenas o padrão ouro foi aplicado. A turbulência política do início do século XX causou o término da união monetária, mas apenas em 1927 a dissolução foi oficializada.
Em 1959, a Espanha se tornou membro participante do Sistema Bretton Woods, definindo a paridade de 60 pesetas = 1 Dólar Americano. Em 1967, a peseta seguiu a desvalorização da Libra Esterlina, mantendo a taxa de câmbio de 168 pesetas = 1 Libra Esterlina e 70 pesetas = 1 Dólar Americano.
Em 2002, a peseta foi substituída pelo euro, seguindo a implantação do euro definida em 1999. A taxa de conversão adotada foi de 1 euro = 166,386 pesetas.

### Moedas
Em 1869 e 1870, foram introduzidas moedas de 1, 2 e 5 cêntimos em cobre (substituído pelo bronze em 1877), 50 Cêntimos e 1 e 2 pesetas em prata. 835 e a de 5 pesetas em prata. 900.
A moeda de 25 pesetas em ouro foi introduzida em 1876, seguida pela moeda de 20 pesetas em 1878. Em 1897 apenas a moeda de 100 pesetas continuou a ser produzida em ouro. A produção de moedas de ouro cessou em 1904 e as de prata e bronze, respectivamente em 1910 e 1912.
A produção de moedas foi retomada em 1925 com a introdução das moedas de cuproníquel de 25 cêntimos e em 1926 houve uma emissão final de 50 cêntimos em prata antes da adoção das moedas com furos em seu centro, em 1927.
Em 1934, a Segunda República Espanhola emitiu moedas de 25 e 50 Cêntimos e 1 peseta. As moedas de 1 peseta em prata tinha o mesmo tamanho e composição das moedas do período real. Em 1937 uma moeda de ferro de 5 cêntimos foi introduzida junto a uma moeda de 1 peseta em bronze-alumínio. A última emissão da república foi um 25 cêntimos com furo em 1938.
Durante a Guerra Civil Espanhola, houve muitas emissões locais tanto por forças republicanas quanto por nacionalistas. Em 1936, as seguintes peças foram emitias pelos nacionalistas:
| Distrito             | Denominação               |
| Cazalla de Sierra    | 10 céntimos               |
| Arahal               | 50 céntimos, 1, 2 pesetas |
| Lora del Río         | 25 céntimos               |
| Marchena             | 25 céntimos               |
| La Puebla de Cazalla | 10, 25 céntimos           |

Moedas emitidas pelas forças Republicanas em 1937:
| Distrito                     | Denominação                       |
| Arenys de Mar                | 50 céntimos, 1 peseta             |
| Astúrias e León              | 50 céntimos, 1, 2 pesetas         |
| Euzkadi                      | 1, 2 pesetas                      |
| Ibi                          | 25 céntimos, 1 peseta             |
| L'Ametlla del Valles         | 25, 50 céntimos, 1 peseta         |
| Menorca                      | 5, 10, 25 céntimos, 1, 2½ pesetas |
| Nulles                       | 5, 10, 25, 50 céntimos, 1 peseta  |
| Olot                         | 10 céntimos                       |
| Santander, Palencia e Burgos | 50 céntimos, 1 peseta             |
| Segarra de Gaia              | 1 peseta                          |

Os Nacionalistas emitiram sua primeira moeda nacional em 1937. Eram moedas com furos, em níquel, cunhadas em Viena. Após o fim da Guerra Civil Espanhola, o Governo Nacionalista introduziu as moedas de 5 e 10 Cêntimos em alumínio e 1 peseta em bronze-alumínio em 1944.
Em 1948, a primeira 1 peseta com retrato de Francisco Franco foi cunhada, seguida a 5 pesetas em níquel em 1949. Em 1951, 50 Cêntimos em cuproníquel, com furo, foi introduzida, seguida da 2½ pesetas in 1954 em bronze-alumínio em 1954. A moeda em alumínio de 10 Cêntimos, em alumínio, teve diâmetro reduzido. Em 1966 foram cunhadas moedas de prata de 100 pesetas e 50 Cêntimos em alumínio em 1967.
Seguindo a ascensão do Rei Juan Carlos, a única mudança foi a introdução do cuproníquel nas moedas de 100 pesetas em 1976. Em 1982 ocorreu um grande conjunto de mudanças. Os cêntimos foram descontinuados, as moedas de 1 e 2 pesetas em alumínio e a 100 pesetas em bronze-alumínio. Em 1983 foi lançada a nova moeda de 10 e em 1986 a de 200 pesetas ambas em cuproníquel.
Em 1987 surgiu a moeda de 500 pesetas em níquel e o tamanho da moeda de 1 peseta foi significativamente reduzido. a 5 pesetas passou a ser emitida em bronze-alumínio. Em 1990 moedas de bronze-alumínio de 25 e 50 pesetas e uma moeda maior de 200 pesetas foram lançadas em circulação.
Até 19 de Junho de 2001, as seguintes moedas foram cunhadas pela Fábrica Nacional de Moneda y Timbre:
| Valor | Equiv. €     | Diâmetro | Peso   | Composição      |
| ----- | ------------ | -------- | ------ | --------------- |
| 1 ₧   | 0.006 (0.01) | 14 mm    | 0.55 g | alumínio        |
| 5 ₧   | 0.03         | 17.5 mm  | 3 g    | Bronze-alumínio |
| 10 ₧  | 0.06         | 18.5 mm  | 3 g    | Cuproníquel     |
| 25 ₧  | 0.15         | 19.5 mm  | 4.25 g | Bronze-alumínio |
| 50 ₧  | 0.30         | 20.5 mm  | 5.60 g | Cuproníquel     |
| 100 ₧ | 0.60         | 24.5 mm  | 9.25 g | Bronze-alumínio |
| 200 ₧ | 1.20         | 25.5 mm  | 10.5 g | Cuproníquel     |
| 500 ₧ | 3.01         | 28 mm    | 12 gr  | Bronze-alumínio |

A moeda de 5 pesetas era coloquialmente chamada de "duro" ("peso" em Galego). A moeda de 50 pesetas emitidas entre 1990 e 2000 foram as primeiras com a forma de "Flor Espanhola", lançada em Fevereiro de 2007, hoje usada na moeda de 20 cêntimos de Euro.
| Formato "Flor Espanhola" | Formato "Flor Espanhola" |
| ------------------------ | ------------------------ |
|                          |                          |

### Cédulas
Em 1874, o Banco de Espanha emitiu cédulas de 25, 50, 100, 500 e 1000 pesetas. Exceto a nota de 250 pesetas, emitidas apenas em 1878, todas as denominações foram produzidas pelo Banco da Espanha. Esta situação se manteve inalterada até a Guerra Civil, onde Republicanos e Nacionalistas emitiram cédulas.
Em 1936, Os Republicanos emitiram cédulas de 5 e 10 pesetas. O ministério da Fazenda (Ministerio de Hacienda) introduziu cédulas de 50 cêntimos, 1 e 2 pesetas. Em 1938, emitiu selo-dinheiro (Selos postais afixados em discos de papelão) nas denominações de 5, 10, 15, 20, 25, 30, 40, 45, 50 e 60 cêntimos.
O Primeiro Banco da Espanha Nacionalista emitiu a partir de 1936, cédulas de 5, 10, 25, 50, 100, 500 e 1000 pesetas. 1 e 2 pesetas foram adiocionadas em 1937. Em meados da década de 1940 , as denominações emitidas eram as de 1, 5, 25, 50, 100, 500 e 1000 pesetas. As cédulas de 1, 5, 25 e 50 pesetas foram substituídas por moedas na década de 1950.
Em 1978, foi criada a cédula de 5000 pesetas. A cédula de 100 pesetas foi substituída por moeda em 1982. Novas notas de 200, 500, 2 mil e 10 mil pesetas foram adotadas entre 1983 e 1987. A partir de 1986, as cédulas de 200 e 500 pesetas também começaram a ser progressivamente trocadas por moedas.
A penúlima série de cédulas, introduzida entre 1982 e 1987 se manteve de curso legal até a adoção do euro.
| Valor    | Equiv. € | Dimensões   | Cor Predominante | Retrato                                                 |
| -------- | -------- | ----------- | ---------------- | ------------------------------------------------------- |
| 200 ₧    | 1,20     | 120 × 65 mm | Laranja          | Leopoldo Alas                                           |
| 500 ₧    | 3,01     | 129 × 70 mm | Azul Escuro      | Rosalía de Castro                                       |
| 1000 ₧   | 6,01     | 138 × 75 mm | Verde            | Benito Pérez Galdós                                     |
| 2000 ₧   | 12,02    | 147 × 80 mm | Vermelho         | Juan Ramón Jiménez                                      |
| 5000 ₧   | 30,05    | 156 × 85 mm | Marrom           | Juan Carlos I da Espanha                                |
| 10.000 ₧ | 60,10    | 165 × 85 mm | Cinza            | Juan Carlos I da Espanha e Felipe, Príncipe de Astúrias |

A última série de cédulas, emitida em 1992 era composta por:
| Valor    | Equiv. € | Dimensões   | Cor Predominante | Retrato                                            |
| -------- | -------- | ----------- | ---------------- | -------------------------------------------------- |
| 1000 ₧   | 6,01     | 130 × 65 mm | Verde            | Hernán Cortés and Francisco Pizarro                |
| 2000 ₧   | 12,02    | 138 × 68 mm | Vermelho         | José Celestino Mutis                               |
| 5000 ₧   | 30,05    | 146 × 71 mm | Marrom           | Christopher Columbus                               |
| 10.000 ₧ | 60,10    | 154 × 74 mm | Cinza            | Juan Carlos I da Espanha e Jorge Juan y Santacilia |

A cédula de 1000 ₧ era popularmente conhecida por "talego".

### Galeria de imagens

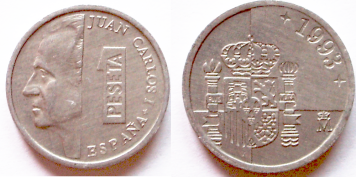
1 Peseta (1993).
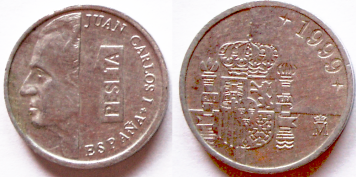
1 Peseta (1999).
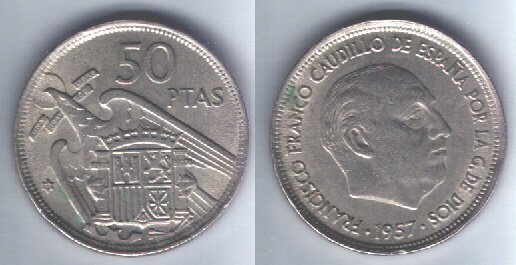
50 Pesetas, efígie de Francisco Franco.
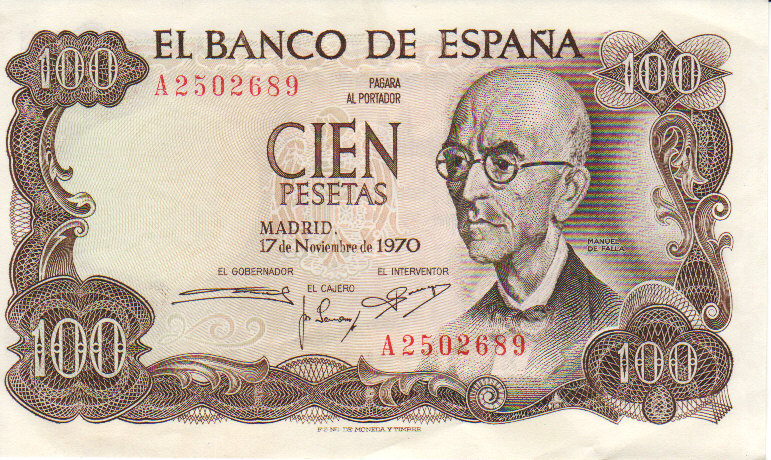
100 Pesetas, efígie de Manuel de Falla.

## Peseta de Andorra
A Peseta de Andorra (ADP) tinha taxa de conversão de 1:1 com a peseta espanhola. Como Andorra usava moedas e cédulas espanholas, não há separação entre a peseta de Andorra e da Espanha.

## Após o Euro
A peseta foi substituída pelo euro (€) em 1999 nas operações de câmbio. Moedas e cédulas de Euro foram introduzidos em Janeiro de 2002 e, em 1 de Março de 2002, a peseta perdeu o valor legal na Espanha (e em Andorra) A Taxa de câmbio foi 1 euro = 166,386 Pesetas.
Cédulas e moedas de pesetas continuou sendo trocadas por Euros nas agências do Banco de Espanha até 30 de junho de 2021.